# Sparceta

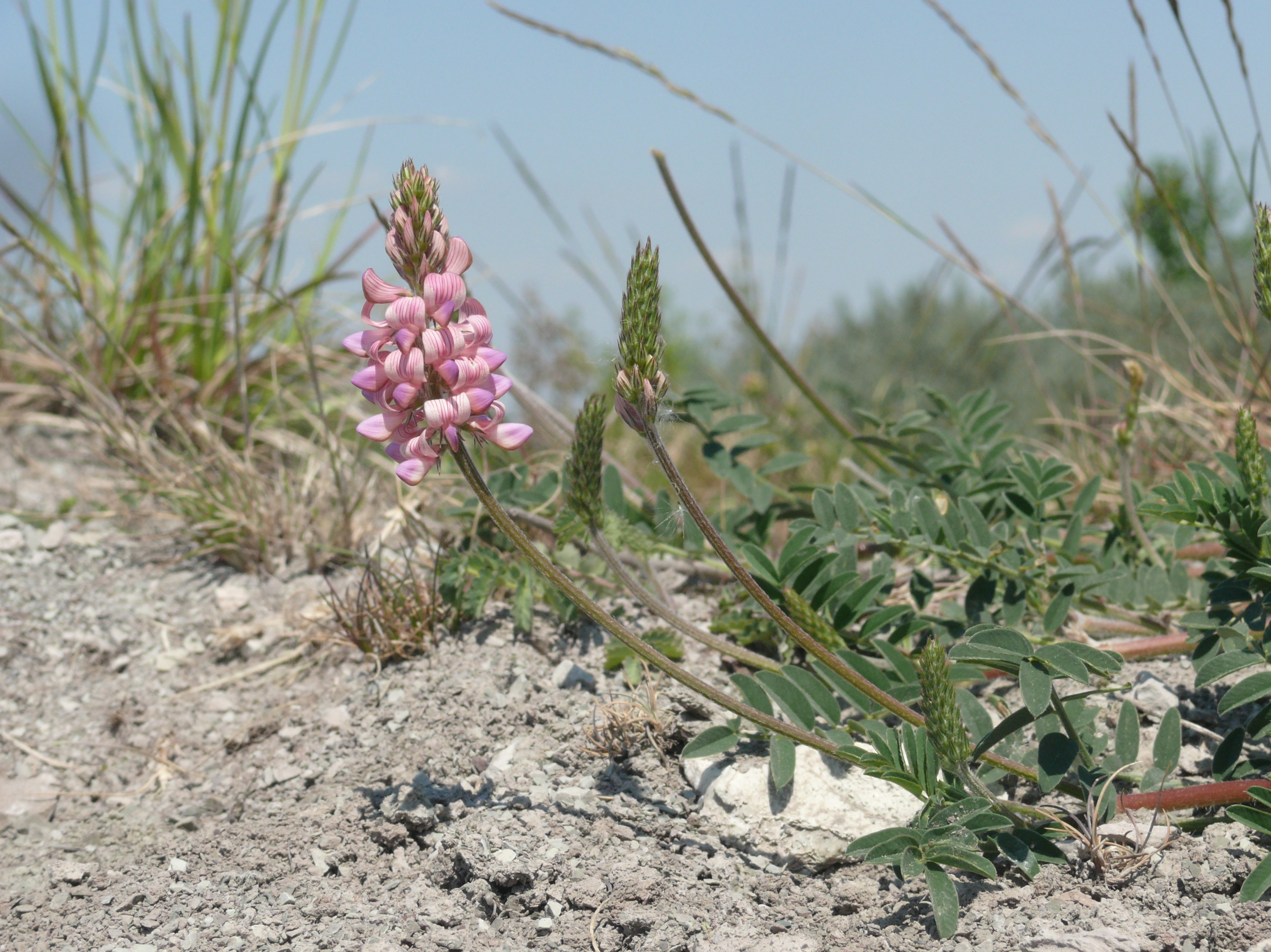
Sparceta piaskowa

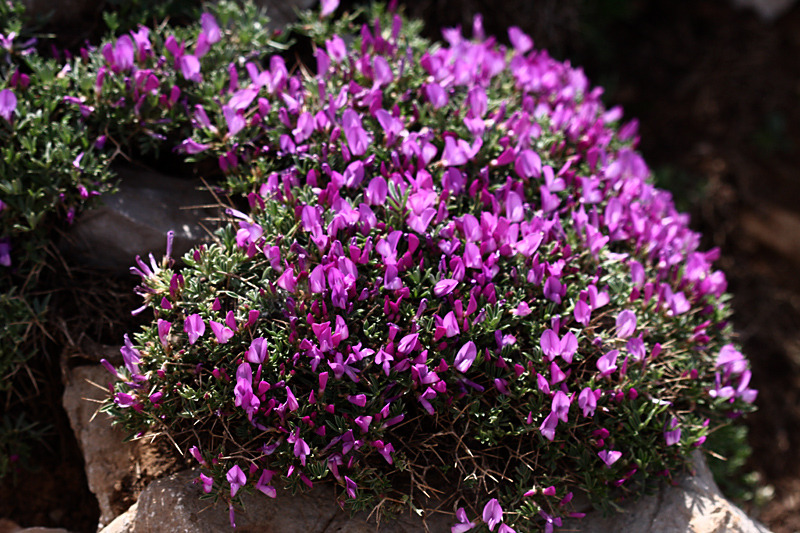
Onobrychis cornuta

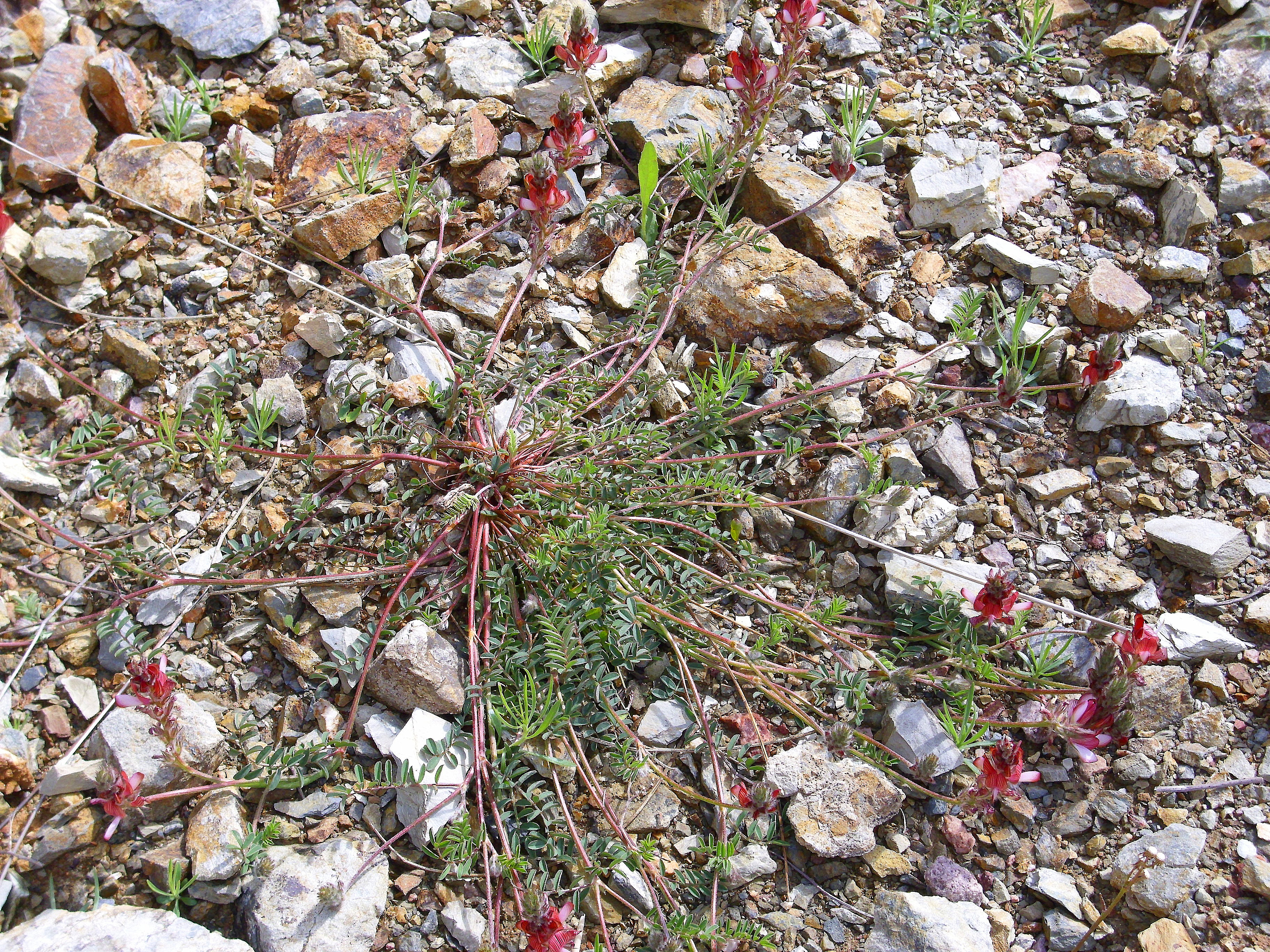
Onobrychis humilis

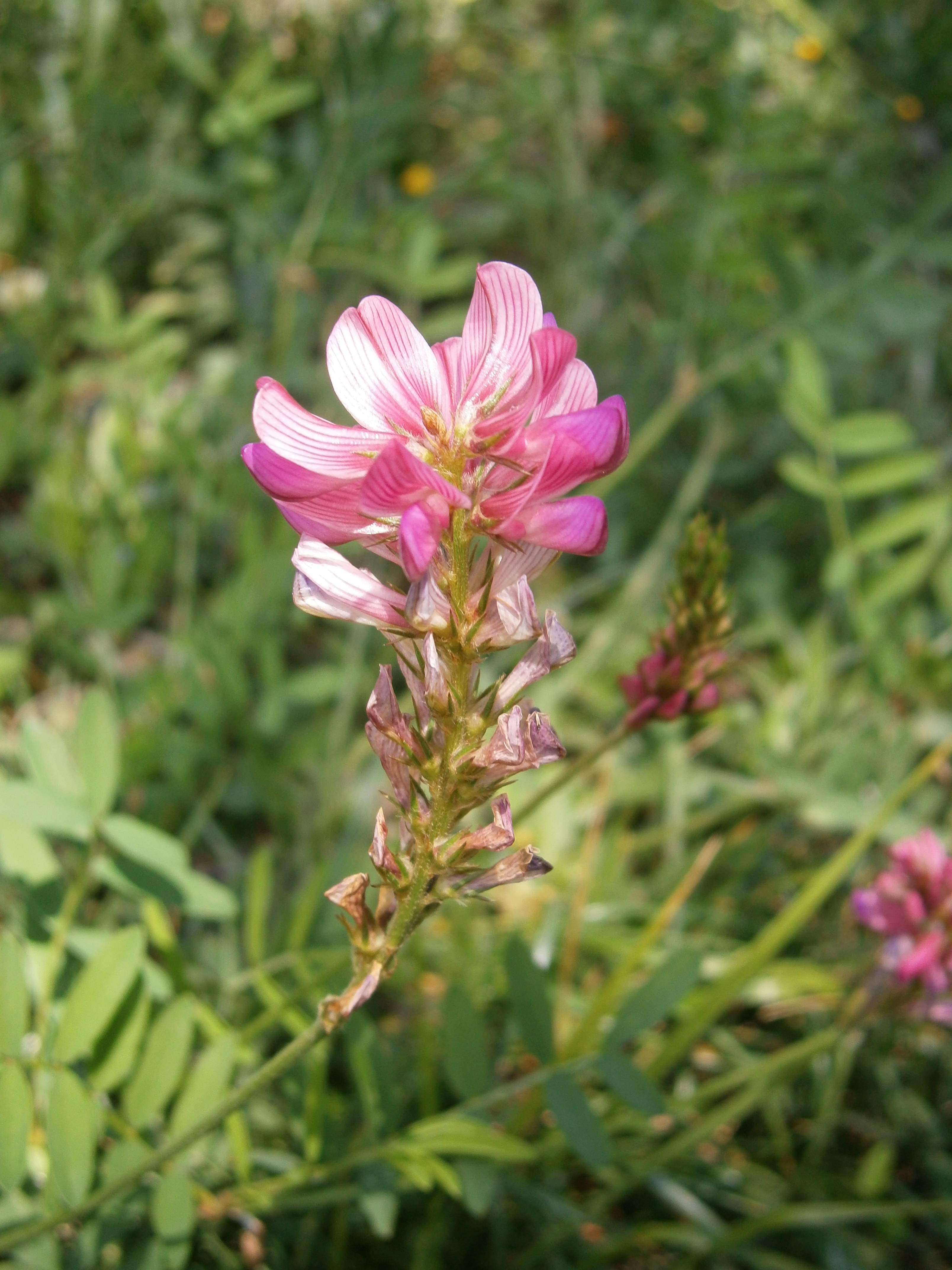
Onobrychis montana

Sparceta (Onobrychis Mill.) – rodzaj roślin należący do rodziny bobowatych. Obejmuje ok. 205 gatunków. Występują one w Azji (poza strefą tropikalną), w Europie i w północnej Afryce. Największe zróżnicowanie osiąga w Azji centralnej i południowo-zachodniej (w Turcji 46 gatunków). W Polsce występują jako rodzime dwa gatunki – sparceta górska (O. montana) i sparceta piaskowa (O. arenaria), a jako gatunek zdziczały i zadomowiony sparceta siewna (O. viciifolia). Rośliny te rosną w zbiorowiskach trawiastych, w miejscach suchych, w widnych lasach, na terenach skalistych. Niektóre gatunki są cenionymi roślinami pastewnymi (zwłaszcza na terenach suchych), szczególnie ceniona i szeroko rozpowszechniona jest sparceta siewna.

## Morfologia

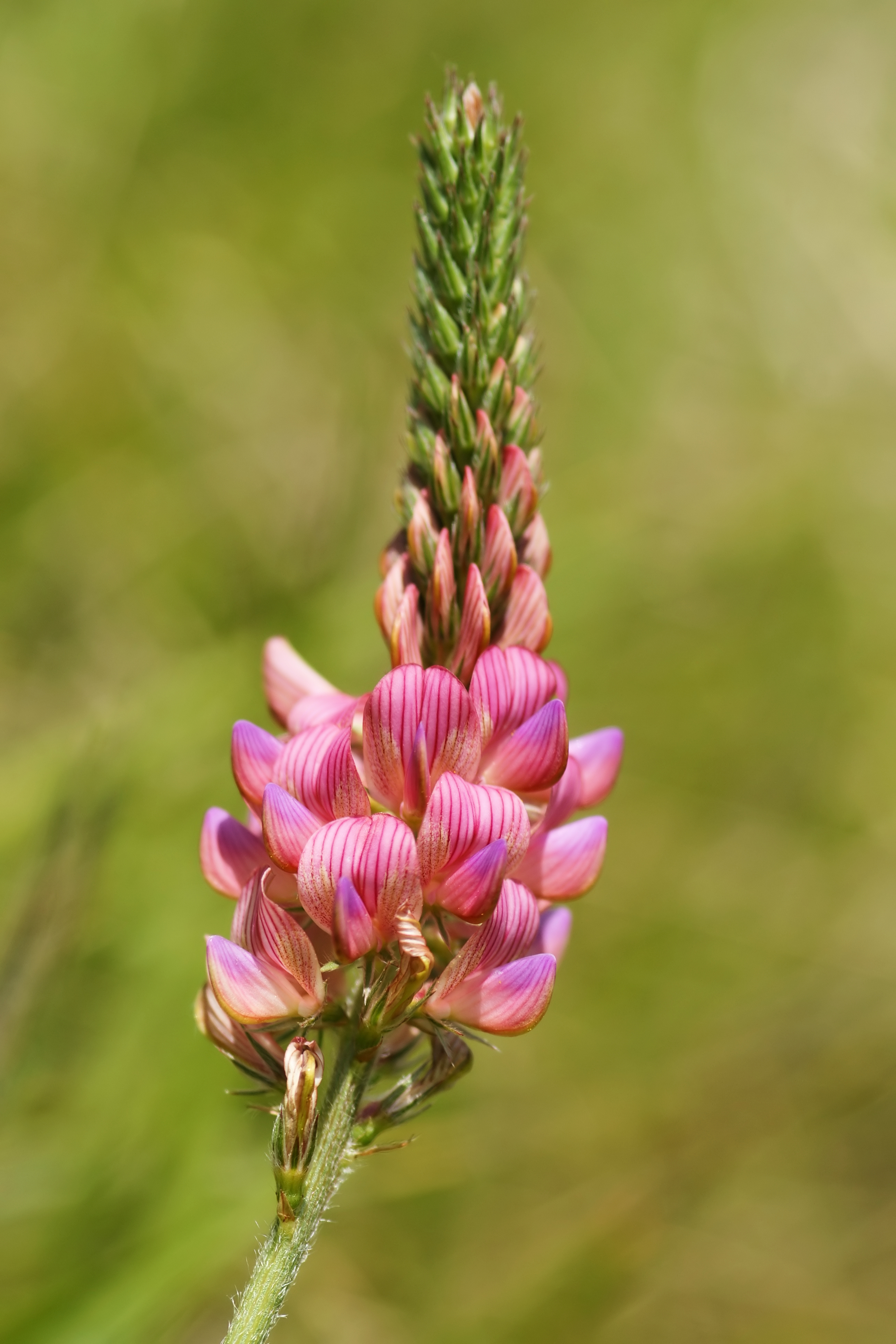
Kwiatostan spercety siewnej

PokrójByliny i rośliny jednoroczne, rzadko cierniste krzewy o wysokości nie przekraczającej 1 m. Poszczególne gatunki są trudne do rozróżnienia.
LiścieNieparzysto pierzaście złożone z 4 do 14 parami listków. Listki w parach naprzeciwległych, całobrzegie. Przylistki łuskowate, zrosłe, rzadko okazałe.
KwiatyMotylkowe, zebrane w grona liczące do 40 lub więcej kwiatów, wyrastające na długich szypułach. Kielich zrosłodziałkowy, dzwonkowaty lub cylindryczny, powstający z 5 działek podobnych do siebie długością. Płatki korony nierówne i zróżnicowane, zwykle czerwone, różowe, rzadko żółte, zwykle wyraźnie żyłkowane. Górny płatek tworzy żagielek, ma brzegi odgięte do tyłu. Dwa boczne płatki tworzą zaokrąglone skrzydełka otulające dolny płatek, tworzący łódeczkę skrywającą pręciki i słupek. Dziewięć pręcików jest zrośniętych w rurkę, pojedynczy, najwyższy jest wolny. Słupek pojedynczy z zalążnią górną, szyjka nitkowata, znamię główkowate.
OwoceStrąki zwykle jednonasienne, kulistawe, często z wydatnymi żyłkami i na grzbiecie oraz po bokach kolczaste. U niektórych gatunków (np. O. crista-galli) kolce pełnią rolę czepną dzięki czemu strąki rozprzestrzeniane są epizoochorycznie.

## Systematyka
Pozycja systematyczna
Jeden z rodzajów plemienia Hedysareae w podrodzinie bobowatych właściwych Faboideae w rodzinie bobowatych (motylkowatych) Fabaceae W obrębie podrodziny należy do plemienia Hedysareae.
Wykaz gatunków
- Onobrychis acaulis Bornm.
- Onobrychis aequidentata (Sm.) d'Urv.
- Onobrychis afghanica Širj. & Rech.f.
- Onobrychis alamutensis Amirahm., Kaz.Osaloo & Charkhch.
- Onobrychis alatavica Bajtenov
- Onobrychis alba (Waldst. & Kit.) Desv.
- Onobrychis albiflora Hub.-Mor.
- Onobrychis alborzensis Ranjbar & Hajmoradi
- Onobrychis aliacmonia Rech.f.
- Onobrychis altissima Grossh.
- Onobrychis alyassinicus Parsa
- Onobrychis amoena Popov & Vved.
- Onobrychis andalanica Bornm.
- Onobrychis angustifolia Chinth.
- Onobrychis aragatzi Arevsch.
- Onobrychis araxina Schischk.
- Onobrychis arenaria (Kit.) DC. – sparceta piaskowa
- Onobrychis argaea Boiss. & Balansa
- Onobrychis argentea Boiss.
- Onobrychis argyrea Boiss.
- Onobrychis arnacantha Bunge ex Boiss.
- Onobrychis assadii Ranjbar, Tolui & Amirab.
- Onobrychis atropatana Boiss.
- Onobrychis aucheri Boiss.
- Onobrychis aurea Ranjbar, Amirab. & Ghahrem.
- Onobrychis avajensis Ranjbar
- Onobrychis avanakensis Amirahm.
- Onobrychis bakuensis Ranjbar, Vitek & Karamian
- Onobrychis baldzuanica Širj.
- Onobrychis beata Širj.
- Onobrychis biebersteinii Širj.
- Onobrychis bobrovii Grossh.
- Onobrychis bojnurdensis Ranjbar & Hajmoradi
- Onobrychis bornmuelleri Freyn
- Onobrychis buhseana Bunge ex Boiss.
- Onobrychis bungei Boiss.
- Onobrychis cadevallii Jahand., Maire & Pau
- Onobrychis calabrica Širj.
- Onobrychis cappadocica Boiss.
- Onobrychis caput-galli (L.) Lam.
- Onobrychis carduchorum C.C.Towns.
- Onobrychis chaldoranensis Toluei, Ranjbar & Wink
- Onobrychis chorassanica Bunge ex Boiss.
- Onobrychis cigdemiae Yıld.
- Onobrychis cilicica Kit Tan & Sorger
- Onobrychis citrina Kit Tan, Stevan. & Vold
- Onobrychis citrinoides Kit Tan
- Onobrychis conferta (Desf.) Desv.
- Onobrychis cornuta (L.) Desv.
- Onobrychis crista-galli (L.) Lam.
- Onobrychis cyri Grossh.
- Onobrychis daghestanica Grossh.
- Onobrychis darwasica Vassilcz.
- Onobrychis dasycephala Baker
- Onobrychis dealbata Stocks
- Onobrychis degenii Dörfl.
- Onobrychis densijuga Hedge & Hub.-Mor.
- Onobrychis depauperata Boiss.
- Onobrychis dielsii Vassilcz.
- Onobrychis dushanbensis Ranjbar, Vitek & Karamian
- Onobrychis ebenoides Boiss. & Spruner
- Onobrychis echidna Lipsky
- Onobrychis elata Boiss. & Balansa
- Onobrychis elymaitica Boiss. & Hausskn.
- Onobrychis eubrychidea Boiss.
- Onobrychis fallax Freyn & Sint.
- Onobrychis farimanensis Ranjbar & Askari
- Onobrychis freitagii Rech.f.
- Onobrychis galegifolia Boiss.
- Onobrychis garinensis Dehshiri
- Onobrychis gaubae Bornm.
- Onobrychis germanicopolitana Hub.-Mor. & C.Simon
- Onobrychis gontscharowii Vassilcz.
- Onobrychis gracilis Besser
- Onobrychis grandis Lipsky
- Onobrychis grossheimii Kolak.
- Onobrychis gypsicola Rech.f.
- Onobrychis hajastana Grossh.
- Onobrychis halysensis Širj.
- Onobrychis hamata Vassilcz.
- Onobrychis haussknechtii Boiss.
- Onobrychis heliocarpa Boiss.
- Onobrychis hemicycla C.I.Blanche ex Boiss.
- Onobrychis heterophylla C.A.Mey.
- Onobrychis hohenackeriana C.A.Mey.
- Onobrychis huetiana Boiss.
- Onobrychis humilis (Loefl.) G.López
- Onobrychis hypargyrea Boiss.
- Onobrychis iberica Grossh.
- Onobrychis inermis Steven
- Onobrychis iranensis Amirab. & Ghanavati
- Onobrychis iranshahrii Rech.f.
- Onobrychis jailae Czernova
- Onobrychis kabylica (Bornm.) Širj.
- Onobrychis kachetica Boiss. & Buhse
- Onobrychis kemulariae Chinth.
- Onobrychis kermanensis (Širj. & Rech.f.) Rech.f.
- Onobrychis kluchorica Chinth.
- Onobrychis komarovii Grossh.
- Onobrychis kotschyana Fenzl
- Onobrychis kuchanensis Ranjbar, Hajmoradi & Karamian
- Onobrychis kurdica Post
- Onobrychis lahidjanicus Parsa
- Onobrychis lasistanica Širj.
- Onobrychis laxiflora Baker
- Onobrychis longipes Bunge ex Boiss.
- Onobrychis lunata Boiss.
- Onobrychis luristanica Rech.f.
- Onobrychis maassoumii Kaveh, Amirahm. & Kaz.Osaloo
- Onobrychis macrorhiza Rech.f.
- Onobrychis major (Boiss.) Hand.-Mazz.
- Onobrychis majorovii Grossh.
- Onobrychis marandensis Amirab. & Ghanavati
- Onobrychis marashensis H.Duman & Vural
- Onobrychis mazanderanica Rech.f.
- Onobrychis megalobotrys Aitch. & Baker
- Onobrychis megaloptera Kovalevsk.
- Onobrychis megataphros Boiss.
- Onobrychis mehmetchiquii Aybeke & Dane
- Onobrychis melanotricha Boiss.
- Onobrychis merxmuelleri Podlech
- Onobrychis meschetica Grossh.
- Onobrychis meshhedensis (Širj. & Rech.f.) Ranjbar
- Onobrychis michauxii DC.
- Onobrychis micrantha Schrenk ex Fisch. & C.A.Mey.
- Onobrychis microptera Baker
- Onobrychis montana DC. – sparceta górska
- Onobrychis mozaffarianii Amirab.
- Onobrychis mucronifolia Ranjbar & Hadadi
- Onobrychis mutensis Kit Tan & Sorger
- Onobrychis nemecii Širj.
- Onobrychis neychalanensis Ranjbar, Hadadi & Karamian
- Onobrychis nikitinii Orazm.
- Onobrychis nitida Boiss.
- Onobrychis novopokrovskii Vassilcz.
- Onobrychis nummularia Stocks
- Onobrychis occulta Hedge & Hub.-Mor.
- Onobrychis ornata Desv.
- Onobrychis oshnaviyehensis Ranjbar
- Onobrychis oxyodonta Boiss.
- Onobrychis oxyptera Boiss.
- Onobrychis oxytropoides Bunge ex Boiss.
- Onobrychis pallasii (Willd.) M.Bieb.
- Onobrychis patula Ranjbar, Joharchi & Karamian
- Onobrychis paucijuga Bornm.
- Onobrychis peloponnesiaca (Iatroú & Kit Tan) Iatroú & Kit Tan
- Onobrychis persica Širj. & Rech.f.
- Onobrychis petraea (M.Bieb. ex Willd.) Fisch.
- Onobrychis pindicola Hausskn.
- Onobrychis pisidica Boiss.
- Onobrychis plantago Bornm.
- Onobrychis podperae Širj.
- Onobrychis poikilantha Rech.f.
- Onobrychis psoraleifolia Boiss.
- Onobrychis ptolemaica (Delile) DC.
- Onobrychis ptychophylla Širj. & Rech.f.
- Onobrychis pulchella Schrenk ex Fisch. & C.A.Mey.
- Onobrychis pyrenaica (Sennen) Sennen ex Širj.
- Onobrychis quadrijuga Hedge & Hub.-Mor.
- Onobrychis radiata (Desf.) M.Bieb.
- Onobrychis rechingerorum Wendelbo
- Onobrychis reuteri Leresche
- Onobrychis richardi Baker
- Onobrychis ruprechtii Grossh.
- Onobrychis samanganica Rech.f.
- Onobrychis saravschanica B.Fedtsch.
- Onobrychis sauzakensis Širj. & Rech.f.
- Onobrychis saxatilis (L.) Lam. – sparceta skalna
- Onobrychis schahuensis Bornm.
- Onobrychis schugnanica B.Fedtsch.
- Onobrychis schuschajensis O.D.Agajeva
- Onobrychis scrobiculata Boiss.
- Onobrychis shahpurensis Rech.f.
- Onobrychis silvanensis Aytaç, Rabaute & Coulot
- Onobrychis sintenisii Bornm.
- Onobrychis sirdjanicus Parsa
- Onobrychis sivasica Kit Tan & Sorger
- Onobrychis sojakii Rech.f.
- Onobrychis sosnowskyi Grossh.
- Onobrychis sphaciotica Greuter
- Onobrychis spinosissima Baker
- Onobrychis splendida Rech.f. & Podlech
- Onobrychis squarrosa Viv.
- Onobrychis stenorhiza DC.
- Onobrychis stenostachya Freyn
- Onobrychis stewartii Baker
- Onobrychis subacaulis Boiss.
- Onobrychis subnitens Bornm.
- Onobrychis sulphurea Boiss. & Balansa
- Onobrychis supina (Vill.) DC.
- Onobrychis susiana Nábělek
- Onobrychis szovitsii Boiss.
- Onobrychis talagonica Rech.f.
- Onobrychis tavernierifolia Stocks ex Boiss.
- Onobrychis tesquicola Krytzka
- Onobrychis tournefortii (Willd.) Desv.
- Onobrychis transcaspica V.A.Nikitin
- Onobrychis transcaucasica Grossh.
- Onobrychis vaginalis C.A.Mey.
- Onobrychis vanensis (Hedge) Ponert
- Onobrychis vassilczenkoi Grossh.
- Onobrychis venosa (Desf.) Desv.
- Onobrychis verae Širj.
- Onobrychis × versurarum Rech.
- Onobrychis viciifolia Scop.  – sparceta siewna
- Onobrychis × wachteri Murr
- Onobrychis wettsteinii Nábělek